# Harry A. Pollard
Harry A. Pollard (23 de enero de 1879 – 6 de julio de 1934) fue un director, actor, guionista y productor cinematográfico de nacionalidad estadounidense, activo en la época del cine mudo, y que a lo largo de su carrera trabajó en más de 300 producciones. Una de ellas fue la primera adaptación al cine de la comedia musical representada en el circuito de Broadway Show Boat

## Biografía
Nacido en Republic City, Kansas, Pollard inició su carrera de actor en los estudios Selig Polyscope Company. En 1913 hizo el papel de Tío Tom en Uncle Tom's Cabin, de Otis Turner, dirigiendo en 1927 una versión para Universal Studios en la cual su esposa, Margarita Fischer, encarnaba a Eliza (en el primer film ella había sido la esclava Topsy).
En 1916, tras 83 filmes, Pollard dejó definitivamente la carrera de actor (su última interpretación tuvo lugar en The Pearl of Paradise), prefiriendo dedicarse principalmente a la dirección (en total dirigió 107 producciones). Además, escribió 18 guiones y produjo 8 películas.
En 1929, junto a Arch Heath (no acreditado), dirigió la primera versión de Show Boat, protagonizada por Laura La Plante, y que contaba en su reparto con Florenz Ziegfeld,  productor del musical de Broadway. 
Su último trabajo de una cierta importancia fue A Feller Needs a Friend para Metro-Goldwyn-Mayer, con Jackie Cooper. Dejó definitivamente el cine con Fast Life.
Harry A. Pollard falleció en 1934 en Pasadena, California, a causa de un cáncer. Fue enterrado en el Cementerio Forest Lawn Memorial Park de Glendale. Había estado casado con la estrella del cine mudo Margarita Fischer, trabajando con ella tanto en producciones teatrales como cinematográficas.

## Filmografía parcial

### Director
| - Nothing Shall Be Hidden (1912) - Love, War and a Bonnet (1912) - Big Hearted Jim (1912) - On the Border Line (1912) - The Regeneration of Worthless Dan (1912) - Romance and Reality (1912) - The Rights of a Savage (1912) - The Mountain Girl's Self-Sacrifice (1912) - Why Rags Left Home (1913) - Bobby's Magic Nickel (1913) - The Village Blacksmith (1913) - Flesh of His Flesh (1913) - Freckles' Fight for His Bride (1913) - Withering Roses (1914) - Fooling Uncle (1914) - Bess, the Outcast (1914) - Sally's Elopement (1914) - The Wife (1914) - The Sacrifice (1914) - The Professor's Awakening (1914) - Italian Love (1914) - Closed at Ten (1914) - The Girl Who Dared (1914) - The Peacock Feather Fan (1914) - Sweet Land of Liberty (1914) - Retribution (1914) - Mlle. La Mode (1914) - A Flurry in Hats (1914) - Eugenics Versus Love (1914) - Her Heritage (1914) - The Courting of Prudence (1914) - Jane, the Justice (1914) - Drifting Hearts (1914) - Nancy's Husband (1914) - The Dream Ship (1914) - The Tale of a Tailor (1914) | - Via the Fire Escape (1914) - The Other Train (1914) - A Joke on Jane (1914) - Her 'Really' Mother - A Midsummer's Love Tangle - A Suspended Ceremony (1914) - Suzanna's New Suit (1914) - The Silence of John Gordon (1914) - Susie's New Shoes (1914) - A Modern Othello (1914) - The Motherless Kids (1914) - Break, Break, Break (1914) - The Only Way (1914) - Caught in a Tight Pinch (1914) - The Legend of Black Rock (1914) - Nieda (1914) - Motherhood (1914) - When Queenie Came Back (1914) - The Quest (1915) - The Problem (1915) - The Girl from His Town (1915) - Infatuation (1915) - The Miracle of Life (1915) - The Dragon (1916) - The Pearl of Paradise (1916) - Miss Jackie of the Navy (1916) - The Devil's Assistant (1917) - The Girl Who Couldn't Grow Up (1917) - The Danger Game (1918) - Which Woman?, codirigida por Tod Browning (1918) - The Invisible Ray (1920) - Let's Go (1922) - Round Two (1922) - Payment Through the Nose (1922) | - A Fool and His Money (1922) - The Taming of the Shrewd (1922) - Whipsawed (1922) - Trimmed (1922) - The Loaded Door (1922) - Confidence (1922) - Young King Cole (1922) - He Raised Kane (1922) - The Chickasha Bone Crusher (1923) - Strike Father, Strike Son (1923) - Joan of Newark (1923) - Trifling with Honor (1923) - The Wandering Two (1923) - The Widower's Mite (1923) - Don Coyote (1923) - Something for Nothing (1923) - Columbia, the Gem, and the Ocean (1923) - Barnaby's Grudge (1923) - Sporting Youth (1924) - The Empty Stall (1924) - The Reckless Age (1924) - K - The Unknown (1924) - Oh, Doctor! (1925) - I'll Show You the Town (1925) - California Straight Ahead (1925) - The Cohens and Kellys (1926) - Poker Faces (1926) - La cabaña del tío Tom (1927) - Show Boat (1929) - Tonight at Twelve (1929) - Great Day, codirigida por Harry Beaumont (1930) - Undertow (1930) - The Prodigal (1931) - Shipmates (1931) - When a Fellow Needs a Friend (1932) - Fast Life (1932) |

### Guionista
| - The Thirst for Gold, de Edward LeSaint (1912) - The Awakening, de Allan Dwan (1913) - Fooling Uncle, de Harry A. Pollard (1914) - Bess, the Outcast, de Harry A. Pollard (1914) - Sally's Elopement, de Harry A. Pollard (1914) - The Wife, de Harry A. Pollard (1914) - The Sacrifice, de Harry A. Pollard (1914) - Jane, the Justice, de Harry A. Pollard (1914) - The Other Train, de Harry A. Pollard (1914) - A Joke on Jane, de Harry A. Pollard (1914) - The Silence of John Gordon, de Harry A. Pollard (1914) | - Damaged Goods, de Tom Ricketts (1914) - The Legend of Black Rock, de Harry A. Pollard (1914) - The Pearl of Paradise, de Harry A. Pollard (1916) - The Girl Who Couldn't Grow Up, de Harry A. Pollard (1917) - Let's Go, de Harry A. Pollard (1922) - California Straight Ahead, de Harry A. Pollard (1925) - The Cohens and Kellys, de Harry A. Pollard (1926) - Uncle Tom's Cabin, de Harry A. Pollard (1927) - Show Boat, de Harry A. Pollard (1929) - Tonight at Twelve, de Harry A. Pollard (1929) |

### Actor (parcial)
| - Two Lucky Jims, de Frank Beal (1910) - The Squaw and the Man, de Frank Beal (1910) - The Tenderfoot's Round-Up, de Frank Beal (1911) - An Arizona Romance, de Frank Beal (1911) - The Mission in the Desert, de Frank Beal (1911) - The Worth of a Man, de J. Farrell MacDonald (1912) - Jim's Atonement, de Edward LeSaint (1912) - Where Paths Meet, de Edward LeSaint (1912) - The Parson and the Medicine Man, de Edward LeSaint (1912) - On the Border Line, de Harry A. Pollard (1912) - Betty's Bandit, de Henry Otto (1912) | - Uncle Tom's Cabin, de Otis Turner (1913) - Italian Love, de Harry A. Pollard (1914) - Nieda, de Harry A. Pollard (1914) - Motherhood, de Harry A. Pollard (1914) - When Queenie Came Back, de Harry A. Pollard (1914) - Cupid and a Dress Coat (1914) - The Quest, de Harry A. Pollard (1915) - The Pearl of Paradise, de Harry A. Pollard (1916) |

### Productor
- Miss Jackie of the Navy, de Harry A. Pollard   (1916)
- The Devil's Bait, de Harry Harvey  (1917)
- The Devil's Assistant, de Harry A. Pollard  (1917)
- Uncle Tom's Cabin, de Harry A. Pollard    (1927)
- Tonight at Twelve, de Harry A. Pollard  (1929)
- Shipmates, de Harry A. Pollard  (1931)
- When a Fellow Needs a Friend, de Harry A. Pollard (1932)
- Fast Life, de Harry A. Pollard (1932)